# Balcha anemeta
Balcha anemeta är en stekelart som först beskrevs av Walker 1846.  Balcha anemeta ingår i släktet Balcha och familjen hoppglanssteklar. Inga underarter finns listade.